# Friedrich Mayr (Künstler)
Friedrich Mayr (* 8. Juni 1929 in St. Marien als Friedrich Weingartner; † 18. Oktober 2019 in Enns) war ein österreichischer Graveur und Künstler (Stahlschnitt, Münzen, Medaillen und Briefmarken).

## Leben und Wirken
Er lebte bis zu ihrem Tod 1935 bei seiner Mutter in seinem Geburtsort und wuchs dann bei seinem Vater in Enns auf.
Nach der Schlossereilehre bei der Deutschen Reichsbahn war er nach Ablegung der Gesellenprüfung von 1946 bis 1959 Werkzeugmacher und Dreher in der ÖBB-Hauptwerkstätte in Linz. Die Technik des Stahlschnitts übte er zunächst als Autodidakt aus, wobei er immer wieder Ehrengeschenke für verdiente Eisenbahner anfertigte, wodurch man auf sein Talent aufmerksam wurde.
Ab 1950/51 lernte er (teilweise von der ÖBB bei Entfall der Bezüge karenziert) als Gastschüler Stahlschnitt und Gravur bei Hans Gerstmayr. 1951 wurde er als freischaffender Künstler in die Berufsvereinigung bildender Künstler Österreichs aufgenommen und er beteiligte sich an verschiedenen Ausstellungen.
1959 begann er als Vertragslehrer für den praktischen Unterricht an der Bundesgewerbeschule in Linz zu unterrichten. Er legte 1960 die Meisterprüfung als Graveur und Ziseleur und 1972 die Lehramtsprüfung für den praktischen Unterricht ab. Ab 1967 unterrichtete er an der Fachschule für gestaltendes Metallhandwerk an der Höheren Technischen Bundeslehranstalt Steyr. 1981 wurde er dort Abteilungsvorstand und erhielt 1988 den Berufstitel Oberstudienrat.

## Werke
Als Beispiele seines künstlerischen Schaffens seien folgende Werke angeführt:
Stahlschnittarbeiten (Auswahl)
- Lorcher Schlüssel (1953)[3]
- Stahlschnittschlüssel für die Stadthalle Enns (1955), die Hauptschule Großraming (1956) und die Johannes Kepler Universität Linz (1966)
- Primiz- und Messkelch für einen jungen Priester
- Altarkreuz für die christliche Lehrerschaft in der Kapelle des Lehrerheimes in Weyregg am Attersee
- Kelch für Geronimo Prigione (Vatikandiplomat in Mexiko, Titularerzbischof von Lauriacum (Enns-Lorch)), hergestellt aus mexikanischem Silber 1991[4]
- 15 Kreuzwegbilder in Form von Aluminiumreliefs für die Wallfahrtskirche Cantinho in Brasilien[5]
- Bürgermeisterkette anlässlich des Jubiläums 800 Jahre Stadt Enns (2012)[6]

Münzen und Medaillen (Auswahl)
- 1962 Lorch (Hessen), Medaille 1750 Jahre Römisches Stadtrecht.[7]
- 1982 Bildseite der 500-Schilling-Silbergedenkmünze 1500. Todesjahr des heiligen Severin nach einer Vorlage eines Holzschnitts von Albrecht Dürer aus dem Jahr 1515.
- 1988 Gedenkmünze zum Papstbesuch in Enns und
- 2012 Jubiläumsmedaille 800 Jahre Stadt Enns.[8]

Briefmarken und Sonderstempel (Auswahl)
- Briefmarken (erster Entwurf einer Briefmarke im Severinjahr 1982 nach einem Motiv auf einem spätgotischen Tafelbild eines Severinaltars um 1470, das sich im Nationalmuseum Capodimonte in Neapel und weitere Entwürfe für Sondermarken für die Österreichische Post, u. a. Sonderstempel und Sondermarke Linzer Domschlüssel 2007)[9]

## Auszeichnungen
- 1. Preis für Kunsthandwerk (1952)
- Goldmedaille bei der Internationalen Eisenbahnerausstellung in Brüssel (1958)
- Berufstitel Professor (1974)
- 1. Preis im Symbol-Wettbewerb 1000 Jahre Steyr (1980)
- Kulturehrenpreis der Stadt Enns (1985)
- Große Ehrenmedaille für Verdienste um die Stadt Steyr (1989)
- Kulturmedaille des Landes Oberösterreich (1999)[10]
- Ehrenmedaille der Stadt Enns (2001)
- Ehrenbürger der Stadt Enns (2003)